# Gracias Por La Música
Gracias Por la Música (omslagsfoto) är ett musikalbum utgivet av den svenska popgruppen Abba 1980. Samtliga inspelningar sjungs på spanska.

## Historik
Gruppmedlemmarna Björn Ulvaeus och Benny Andersson var inte delaktiga i inspelningsprocessen, utan överlät produktionen åt gruppens ljudtekniker Michael B. Tretow, som spelade in Anni-Frid Lyngstads och Agnetha Fältskogs nya sång över de redan existerande musikbakgrunderna. Björn och Bennys frånvaro märks främst i inspelningen av Al Andar, där originalet Move On hade ett inledande tal av Björn. I nyinspelningen byttes detta istället till en sjungen vers av Agnetha.
Tretows nya spanska mixar skiljer sig dock från de engelska ursprungliga mixarna, vilket visar på hans personliga preferenser till trummor samt att det i vissa fall gått upp mot sex år sedan originalinspelningen gjordes.
Förutom framgångsrika och populära låtar, valde man att även ta med de mindre kända, men spanskinfluerade, sångerna Move On och Hasta Mañana.
Albumet består av tio äldre Abba-låtar försedda med spansk text av Bobby och Mary McCluskey. Två av låtarna hade redan givits ut innan albumet släpptes; Chiquitita fick spansk text och släpptes på singelskiva i spansktalande länder under första hälften av 1979, medan Estoy Soñando (I Have a Dream) släpptes på singelskiva hösten 1979.
Skivan gavs ut då gruppens popularitet i Latin- och Sydamerika ökat. Efter denna skiva kom gruppen att spela in ytterligare några låtar på spanska, vilka togs med på gruppens kommande studioalbum i spansktalande länder.
Gracias Por La Música certifierades platina i Spanien och stannade på den spanska listan i 21 veckor.
Albumet återutgavs på CD ett flertal gånger under 1980-talet, däribland en japansk utgåva 1986.
De tio låtarna från detta album utgjorde 1993 låtlistan på skivan Oro – Grandes Éxitos. Till denna utgåva byttes titeln på Reina Danzante till La Reina del Baile, som sedan dess förblivit den officiella titeln på inspelningen.
Den 10 november 2014 återutgavs Gracias Por La Música med bonusspår och DVD.

## Låtlista
Sida ett
1. "Gracias Por La Música" ("Thank You for the Music")
2. "Reina Danzante" ("Dancing Queen")
3. "Al Andar" ("Move On")
4. "¡Dame! ¡Dame! ¡Dame!" ("Gimme! Gimme! Gimme! (A Man After Midnight)")
5. "Fernando"

Sida två
1. "Estoy Soñando" ("I Have A Dream")
2. "Mamma Mia"
3. "Hasta Mañana"
4. "Conociéndome, Conociéndote" ("Knowing Me, Knowing You")
5. "Chiquitita"

Bonusspår på utgåvan från 2014
1. "Ring Ring (spansk version)" (spansk översättning av Doris Band)
2. "Andante, Andante"
3. "Felicidad" ("Happy New Year")
4. "No Hay A Quien Culpar" (""When All Is Said and Done)
5. "Se Me Está Escapando" ("Slipping Through My Fingers")

Bonus-DVD på utgåvan från 2014
1. "Chiquitita" (framträdande från 300 Millones, TVE)
2. "Chiquitita" (framträdande från Aplauso, TVE)
3. "Estoy Soñando" (musikvideo)
4. Abba on Spanish TV (framträdanden från Especial Aplauso 100, TVE)
  1. "Conociéndome, Conociéndote" (musikvideo)
  2. "Gracias Por La Música" (musikvideo)
  3. "¡Dame! ¡Dame! ¡Dame!"
5. "Felicidad" (musikvideo)
6. "No Hay A Quien Culpar" (musikvideo)
7. Internationellt omslagsgalleri

## Listplaceringar
| Lista (1980) | Topplacering |
| ------------ | ------------ |
| Argentina    | 4            |
| Spanien      | 2            |